# باتريشيا بريغز
باتريشيا بريغز (بالإنجليزية: Patricia Briggs)‏ (28 فبراير 1965، بوتي في الولايات المتحدة)؛ كاتِبة وروائية أمريكية.